# Karoliner

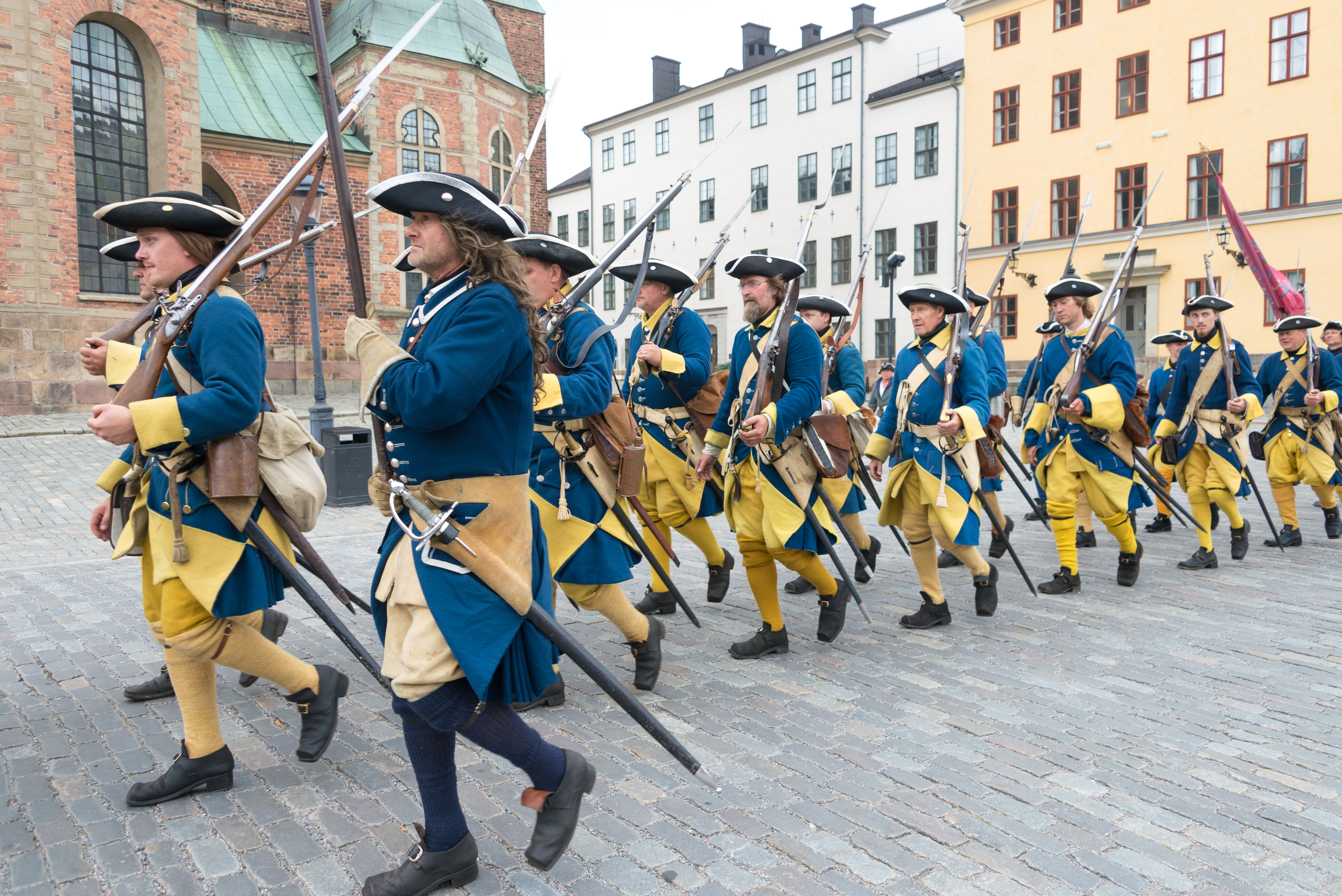
Karoliner på marsch på Birger Jarls torg på Riddarholmen i Stockholm 2019. Modernt historiskt återskapande.

Karoliner, av Carolus, den latiniserade formen av namnet Karl, var soldaterna inom den svenska armén som tjänade under kungarna Karl XI och Karl XII under Sveriges tid som stormakt. I regel var de klädda i blå rockar med gult foder, uppvikta nedtill.
Den karolinska krigsmakten skapades efter Karl XI:s beslut om att reformera den svenska armén och flottan genom införandet av det yngre indelningsverket under 1682. Vid slutet av 1690-talet kunde det svenska riket mönstra en slagkraftig armé vars storlek (drygt 76 000 man) var dubbelt så stor i förhållande till folkmängden som något annat europeiskt land. Karolinernas stridstaktik stod i skarp kontrast mot det kontinentala Europas mönster, eftersom den var mycket offensiv och som oftast ledde till hårda närstrider med blankvapen såsom pikar, värjor och bajonetter. Genom denna taktik, i kombination med sträng disciplin och hög moral, kunde Karl XII leda den karolinska armén till flera segrar under stora nordiska krigets inledande skede. Dessa framgångar bidrog till att armén under sin tid betraktades som en av Europas bästa.
Till följd av stora militära nederlag under den senare delen av kriget, kunde Sverige inte behålla sin stormaktställning i norra Europa. Efter Karl XII:s död år 1718 och fredsslutet år 1721, då blev armén reduceraded till en fredsstyrka på 45 000 man och blev därmed betydligt mindre än grannstaternas.

## Organisation

### Indelningsverket och karolinernas ursprung
Den 26 september 1679 avslutades Skånska kriget mellan Sverige och Danmark genom freden i Lund. För Sveriges del var kriget mycket kostsam både i mänsklig faktor och för rikets finanser. Kung Karl XI och hans rådgivare insåg efter kriget att de dåvarande sätten att få fram nya rekryter var bristfälliga och värvning av professionella soldater var mycket dyrt. För att det svenska riket skulle kunna behålla sin stormaktställning i norra Europa kunde inte riket längre vara beroende av de dåvarande sätten att bedriva krig på, och att det var nödvändigt att leta efter andra metoder. Karl XI ägnade därför resten av sitt liv åt att förhindra ett nytt krig genom att agera mer självständigt i utrikesfrågor, medan han också förespråkade ekonomisk stabilitet och en omorganisation av militären.
På 1680-talet startade det yngre indelningsverket, vilket ledde till att den svenska armén sedermera till stora delar bestod av indelta soldater. I 1687 års reglemente kom den blå enhetsuniformen och karolinerna fick därmed det utseende de senare bar under hela stora nordiska kriget. Under den senare delen av Karl XI:s tid som enväldig kung red han ofta på mönstringar och deltog personligen i träningen av soldaterna. Han införde många ändringar och var mycket upptagen med att förbättra Sveriges armé och flotta, dess utbildning och välstånd.

### Mobilisering

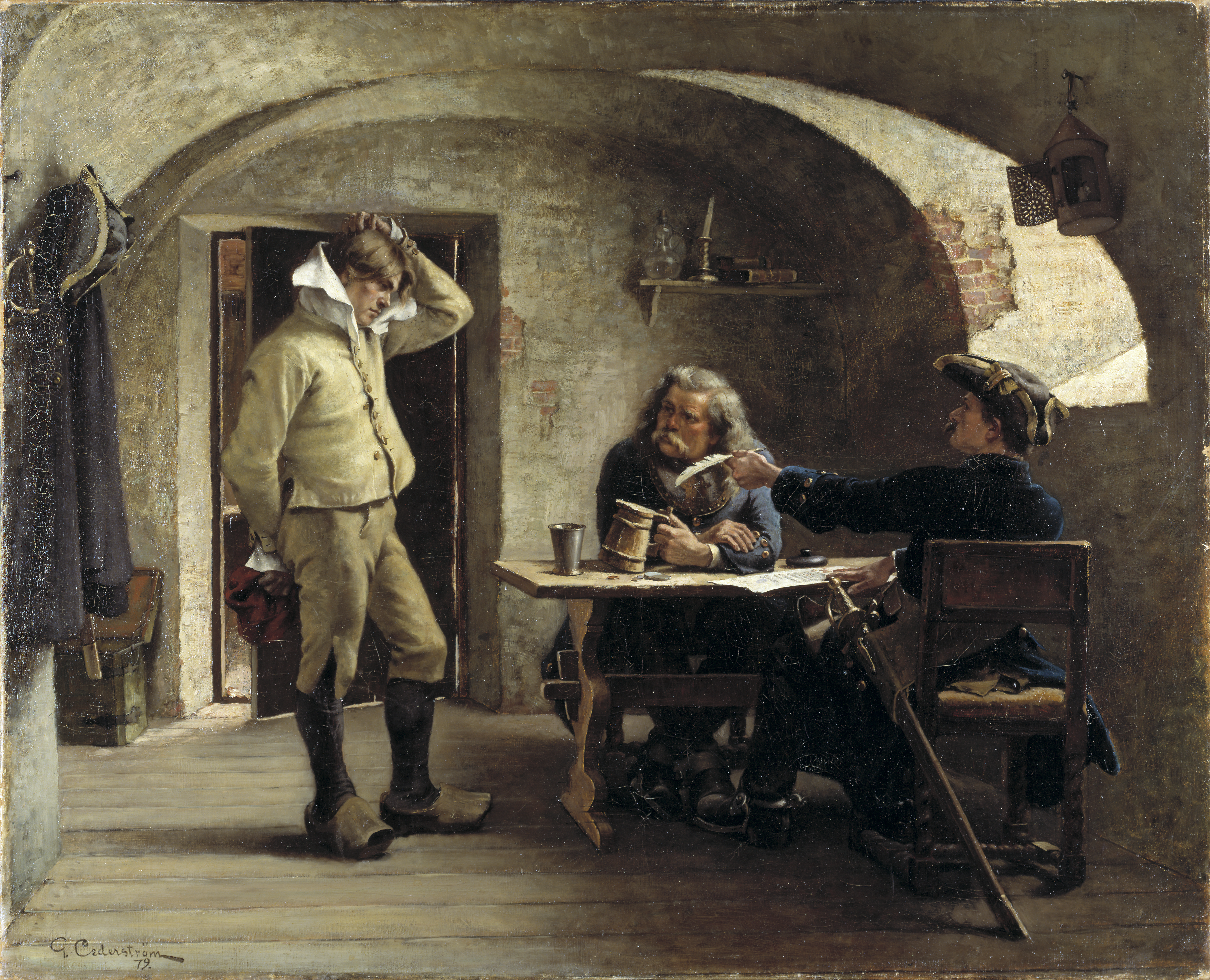
Värvare (1879) av Gustaf Cederström.

I slutet av 1690-talet var indelningsverket infört i nästan alla de landskap i det svenska riket i vilket det skulle vara bas för rekryteringen. Karl XI kunde mönstra en vältränad armé bestående av 25 000 indelta fotsoldater och 11 000 ryttare uppsatta av rusthållare. 18 000 fotsoldater och 8 000 ryttare kom från egentliga Sverige, medan i Finland mönstrades 7 000 fotsoldater och 3 000 ryttare. Indelningsverket förstärkte även den svenska flottan med 6 600 matroser från Sverige och 600 från Finland.
Väsentliga delar av armén var värvade. Fotsoldaterna i Livgardet, ryttare i den av adeln uppsatta Adelsfanan och flera andra kavalleriförband samt artillerister i landets flera fästningar var svenska och finska soldater som fick sin lön betald i kontanter eller delvis in natura. Dessutom ingick ett antal värvade regementen med utländska, oftast tyska, soldater. I Sverige fanns Tyska livregementet till fot bestående av 1 000 tyska soldater. Ungefär 10 000 tyska soldater, fördelade på två kavalleri och sju infanteriregementen, var förlagda främst i de svenska provinserna i Tyskland: Pommern och Bremen-Verden. I Östersjöprovinserna fanns 6 500 svenska soldater, fördelade på ett kavalleri- och fyra infanteriregementen som var förlagda i Riga, Dorpat och Narva. Vid stora nordiska krigets utbrott år 1700 kunde den svenska krigsmakten mobilisera 76 000 man, varav 14 000 man i Finland. Denna siffra var dubbelt så många i förhållande till folkmängden som något annat europeiskt land.
Under krigets gång tillkom en rad nya förband. Åren 1700 och 1707 sattes 14 700 nya soldater upp i tre, fyr- och femmänningsregementen och ytterligare 6 400 man i fördubblingsförband. Den indelta armén med sina 36 000 soldater förstärktes därför med drygt 23 000 soldater. Till detta kom 10 000 soldater i ståndsdragoner, bergsbataljoner och milisbataljoner, samtidigt som ytterligare 23 000 man värvades för kontanta medel. Till dessa 54 700 nya soldater kom några tusen krigsfångar från Sachsen, Bayern, Frankrike och Schweiz. Genom dessa förstärkningar, liksom avdrag för en del förluster, uppgick den karolinska arméns styrka år 1707 till omkring 115 000 man.

## Infanteriet

### Uniformen
Det karolinska infanteriet var främst klädda i blå rockar och gula uppslag. Infanteristerna kunde emellertid bära andra färger både på rock och uppslag. Grå, gula och röda rockar förekom och vanliga färgkombinationer på uppslagen var vit, röd och ljusblå.
I 1687 års reglemente fastslogs att hela infanteriet skulle bära den blå enhetsuniformen. Flera förband skulle dock bära grå vadmalsrockar och sachsiska röda rockar som erövrades vid en drabbning med dessa. Som huvudbonad bars en karpus, men under årens lopp byttes den ut mot den trekantiga karolinerhatten i filt.
I uniformen ingick även halsduk, väst och byxor av skinn eller kläde, linneskjorta och strumpor. För mindre saker hade soldaterna en ränsel. På fötterna hade karolinerna lågskor med spänne av mässing och sula av näver. Dessa skor var lika långa till vänster och höger och hade ett tvärt slut vid tårna, vilket gjorde att de kunde användas till båda fötterna.
Officerarna, som bekostade sin utrustning själva, köpte stövlar som såg ut som kavalleriets kragstövlar, men ändå var mer anpassade till infanteriets krav. Ullstrumporna räckte över knäet och var gula, röda, vita, grå eller blå. De hölls uppe av läderremmar med mässingsspännen. Det vanliga var att en soldat hade två par strumpor. Officerarnas egenhändigt införskaffade uniformer var ofta av bättre kläde än de meniga soldaternas.

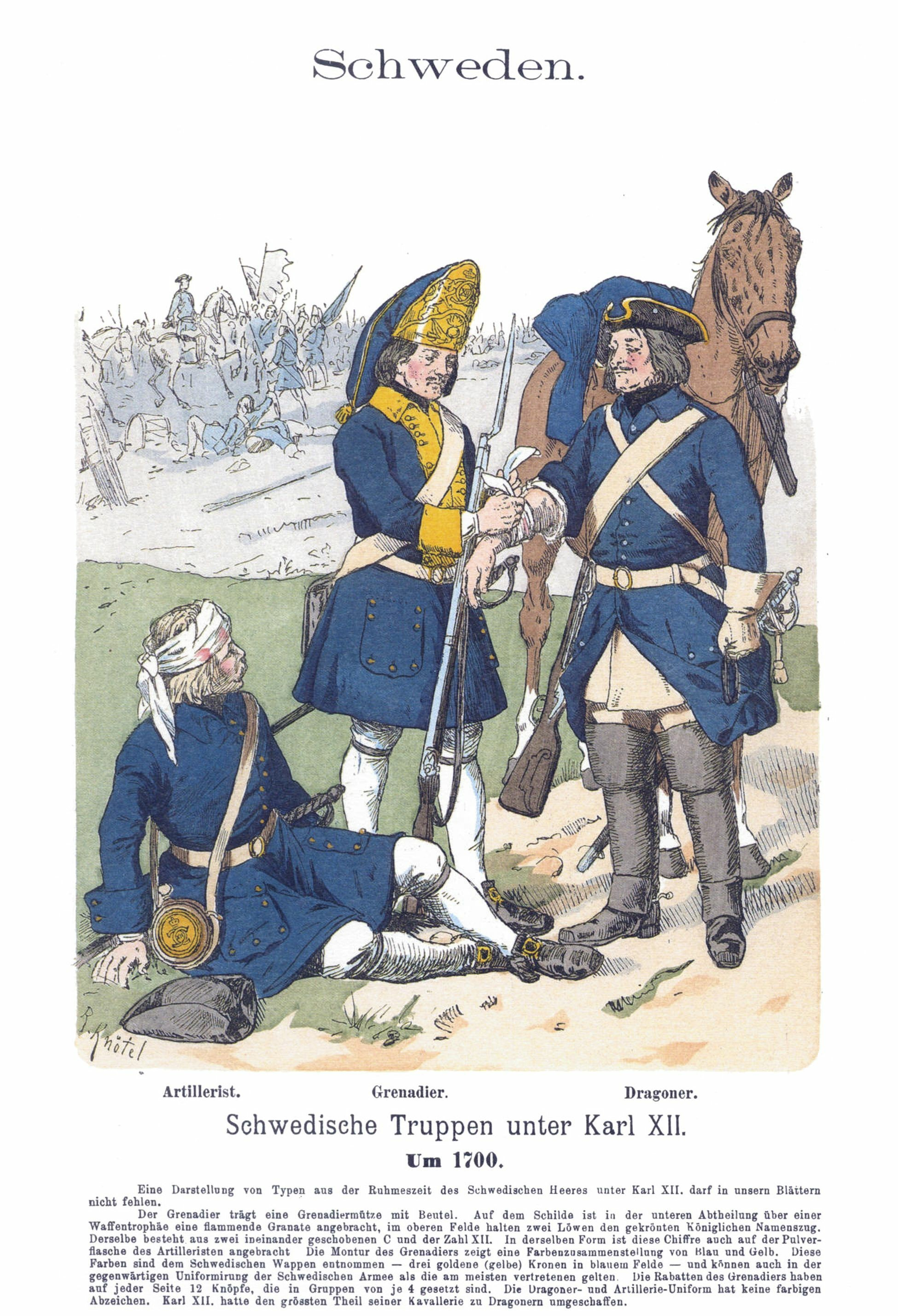
Svensk artillerist, grenadjär respektive dragon under Karl XII år 1700. Från Uniformenkunde av Richard Knötel (1857-1914).
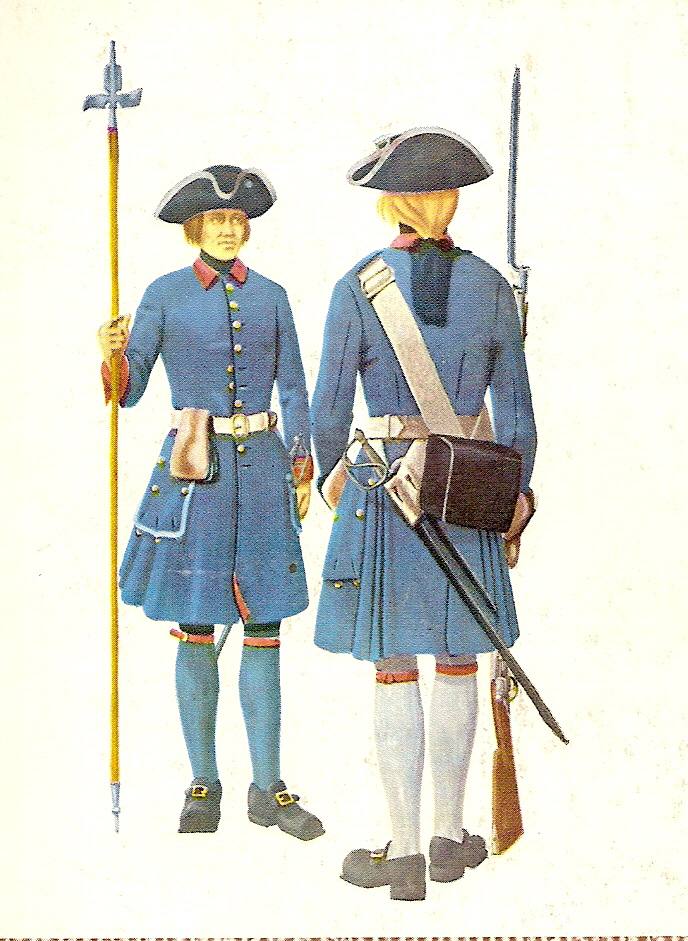
Uniform från 1705 för vapenkåren i Uleåborg samt Österbottens infanteriregemente.
Uniformen som Karl XII bar då han stupade vid Fredrikstenstens fästning den 30 november 1718. Uniformen finns numera utställd på Livrustkammaren i Stockholm.
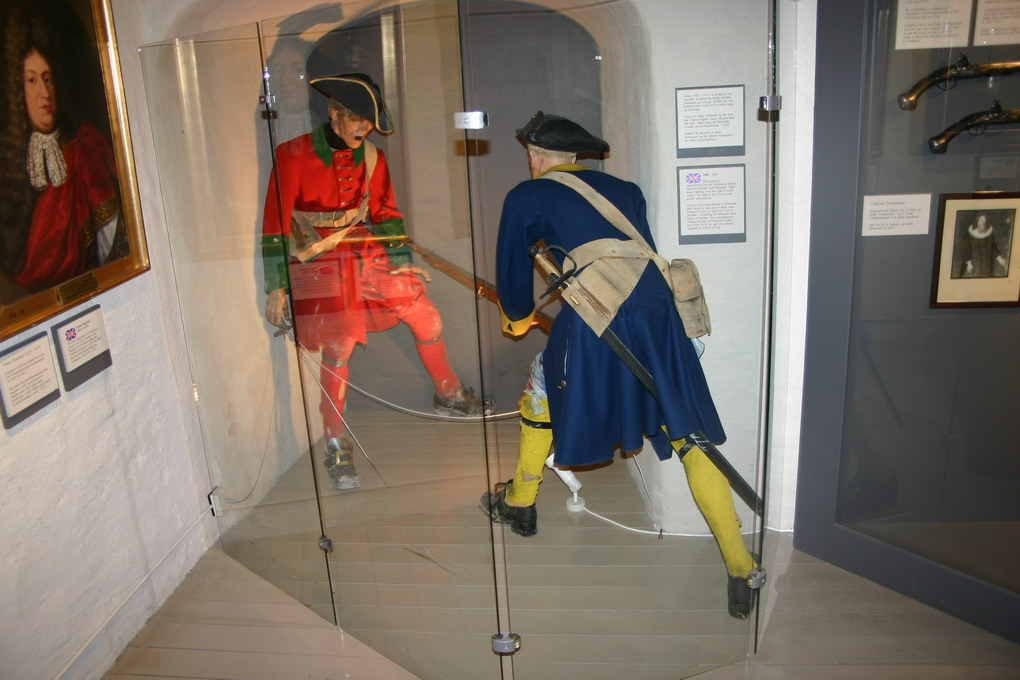
Modell av en karolinsk soldat i strid mot en norsk soldat. Utställd i Fredrikstens fästning i Halden, Norge.
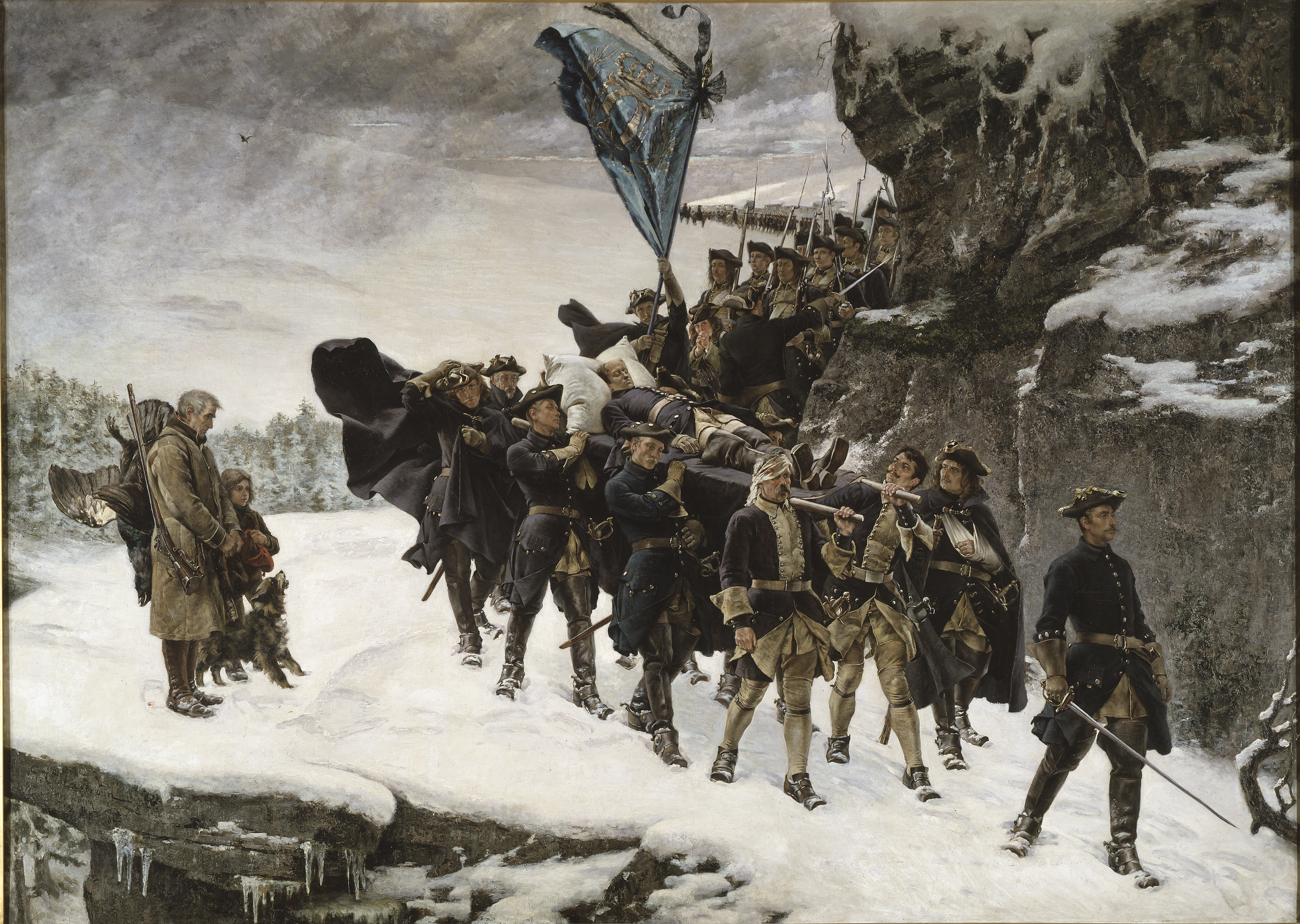
Karoliner bär på Karl XII:s lik. Målning (1884) av Gustaf Cederström.
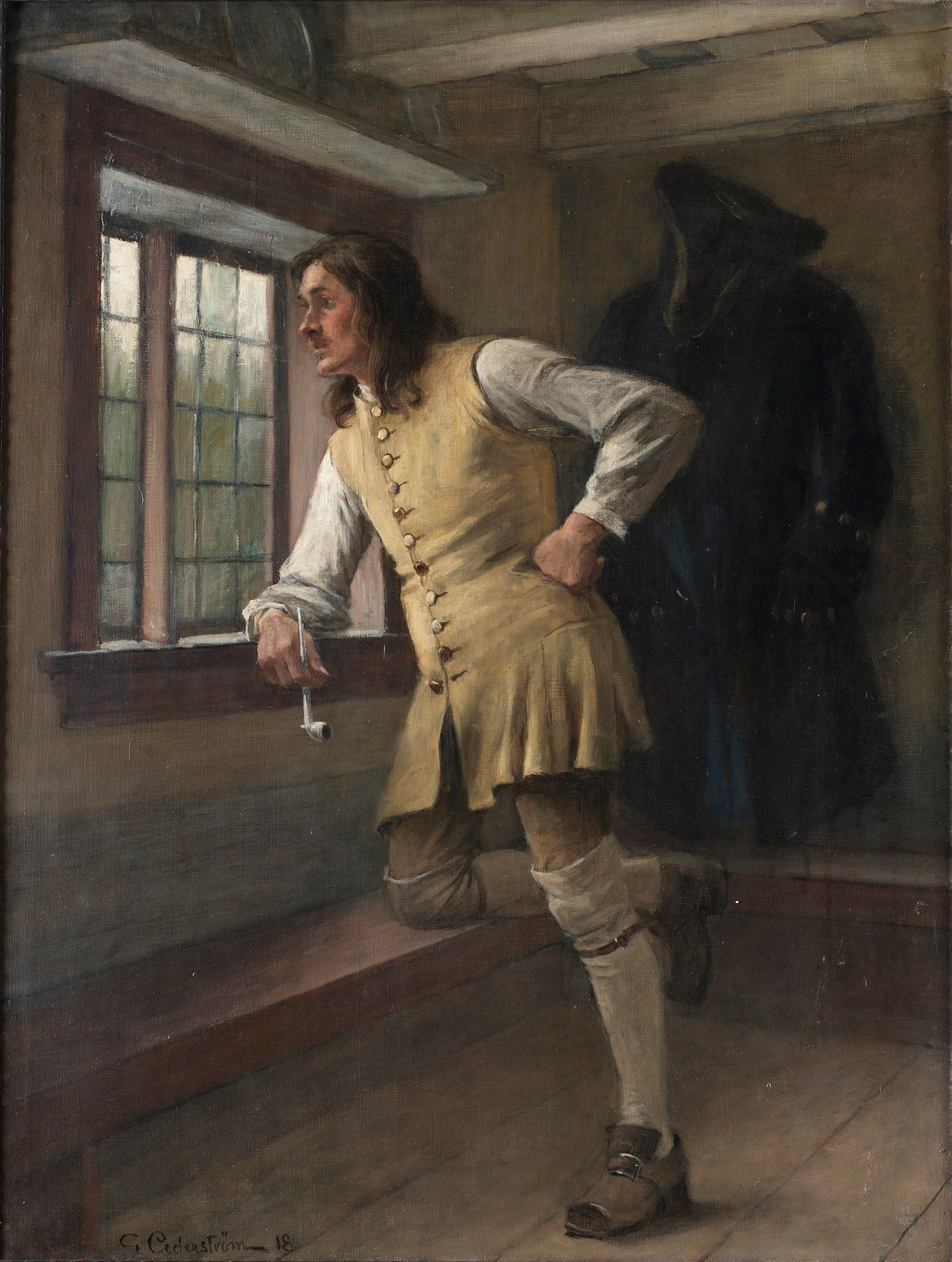
Väntande karolin (1918) av Gustaf Cederström.
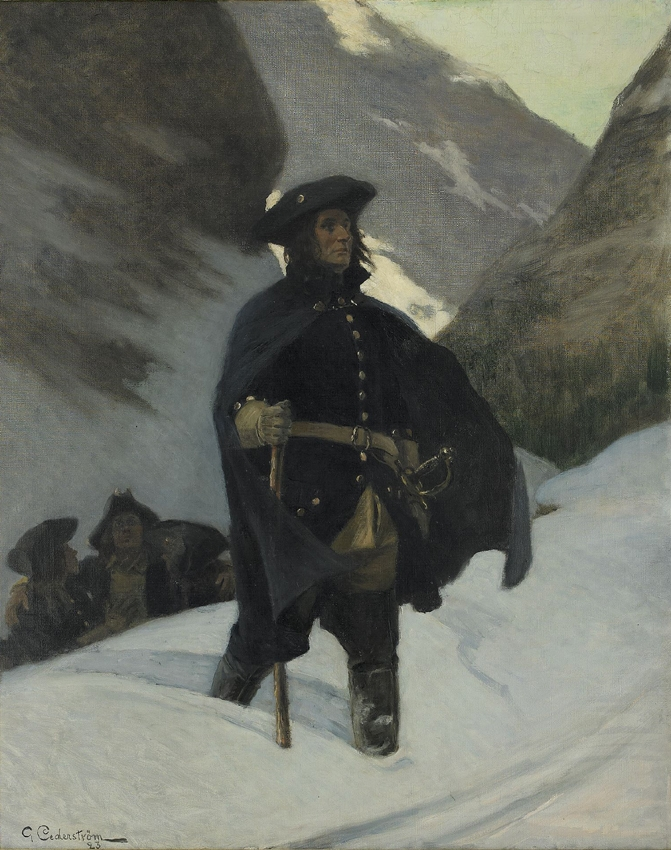
Karolinsk soldat på återtåg genom de norska fjällen. Målning (1923) av Gustaf Cederström.
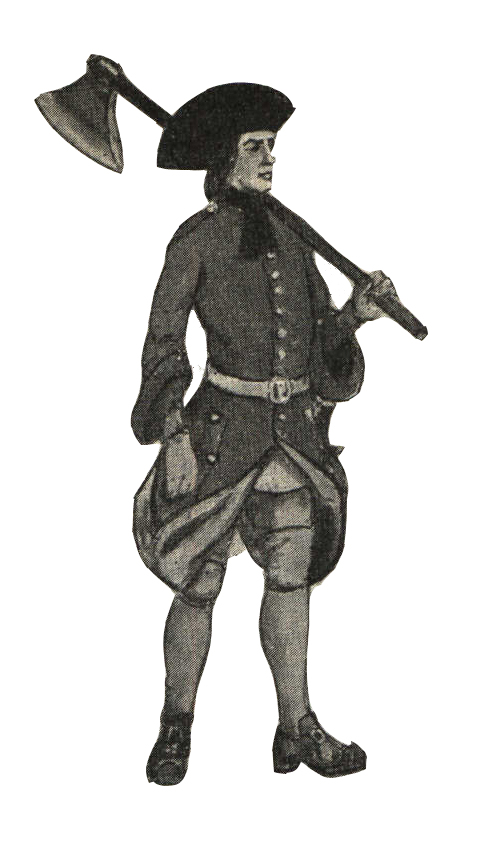
Karolinsk fälthantverkare år 1700.
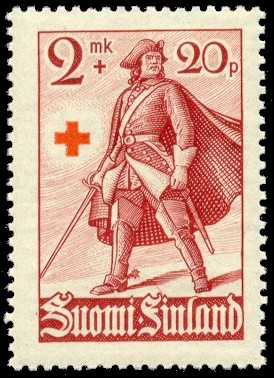
Karolin avbildad på ett finskt frimärke från 1940.

### Beväpningen
I infanteriet skulle, enligt Karl XI:s reglemente som gällde vid krigsutbrottet 1700, en tredjedel av bataljonen vara pikenerare, två tredjedelar musketerare och grenadjärer. Av dessa var grenadjärerna en tiondel så många som musketerarna.
Samtliga soldater inom den karolinska armén var beväpnade med en värja, ett blankvapen ämnat för stöt. Den vanligaste modellen för infanteriet var Kommissvärja m/1685. Fästet var av svärtat järn med en nästan cirkelrund parerplåt, fortsatt bakåt i en kort parerstång. Värjan var vidare försedd med handbygel med övre ändan instucken i ett hål i knappen, sidobygel och tumring. Den hade en styv och tvåkantig klinga med ett något hexagonalt snitt. Klingan var avrundad och med en blodränna på dess starka sida. Klingan var fastställd till en längd av 89,06 centimeter, men tillverkades vanligen till mellan 91 och 92 centimeter ifall att spetsen skadades i samband med de hållfasthetsprov som klingorna utsattes för. De flesta värjorna producerades i Vira bruk norr om Stockholm, som mellan 1701 och 1718 levererade 217 000 värjor och 15 000 lösa klingor till armén. Av ekonomiska skäl ersattes mässingstråden runt greppet i slutet av stora nordiska kriget med läder.
Musketerarna var utrustad med en värja och musköt utan bajonett. Vid krigsutbrottet år 1700 var en pikenerare utrustad med en värja och en 5,55 meter lång pik. Grenadjärerna hade handgranater, värja och musköt med bajonett. Från och med slutet av 1704 var alla musketerare utrustade med bajonett. Från och med år 1696 började den 20 mm flintlåsmusköten successivt ersätta luntlåsmusköten. Officerare och enstaka skickliga musketerare kunde medföra studsare för prickskytte. Under åren 1700–1709 stred karolinerna med både "wärjor, bajonetter och piquar", alltså hade inte vare sig piken eller värjan undanträngts av bajonetten. Efter 1709 började piken bli allt mindre vanlig, men användes inom svenska hären under Karl XII:s hela tid såväl till anfall som försvar.

Kommissvärja m/1685 tillverkad av Vira bruk.
Kommendervärja tillverkad av Vira bruk 1716.
Flintlåsmusköt med 1600-talspipa, tillverkad i Stockholm under 1700-talets första hälft.
Studsare med flintlås av snapplåstyp, tillverkad i Stockholm år 1710.
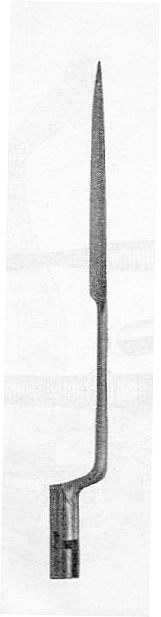
Fransk bajonett från 1694.

### Stridsformering
Soldaterna var indelta i kompanier på 150 man. Ett kompani bestod av mannar från samma trakt, ibland samma by, för att kunna skapa en stark gemenskap soldaterna och officerarna emellan. Fyra kompanier bildade bataljon på 600 man, och två bataljoner bildade ett regemente på 1 200 man. Varje kompani hade en egen fana som bars av fänriken. I strid var det mycket viktigt att ha reda på var kompaniets fana var, då denna användes som riktmärke. Om fanan förlorades till fienden sänktes moralen betydligt och i värsta fall upplöstes kompaniet.
I strid stod infanteriet uppställt bataljonsvis. Bataljonen var 180 meter bred, alternativt 135 meter bred i täta formationer med andra enheter, och dess djup (rotar) var normalt fyra man. En stridsuppställd karolinsk bataljon på fyra mans djup hade en bredd på 150 man.

### I fält
Matransonen för en soldat i armén kunde vara 625 gram torrt bröd, 850 gram smör eller fläsk, en tredjedels liter ärter och 2,5 liter öl per dag. Man drack ogärna vatten i armén eftersom det ofta var förorenat.

### I torpet
Torpet de meniga soldaterna fick var vanligtvis ett stort kök som också blev sov- och vardagsrum. Ju högre rang man hade, desto fler rum fick man – en löjtnant hade exempelvis 3 rum och kök. Torpet den menige fick skulle ligga bredvid en åker, och ett ängstycke skulle vara tillgängligt. En menig soldat skulle också få en ko, några får och en häst för att bruka jorden och dra hem ved från skogen till sitt torp. När Karl XI var i Närke 1695 på inspektion såg han en röd skylt på varje torp. På skylten stod det namn, kompani, regemente och så vidare. Karl XI tyckte det var en lysande idé och snart hade alla torpen i riket liknande skyltar som placerades på väggen mot vägen.

## Dragonerna
I enkla ordalag var dragonerna beridet infanteri som tog sig fram till krigsskådeplatsen till häst, satt av och stred till fots. Undantaget var Jämtlands dragonregemente som var oberidet sånär som på 2 av 8 kompanier som var beridna.
Dragonernas beväpning var enligt 1696 års exercisreglemente utrustad med värja, två pistoler och en musköt som utrustades med bajonett samtidigt som infanteriet. Beväpningen var likadan under strid som exercis.

## Kavalleriet

### Uniformen

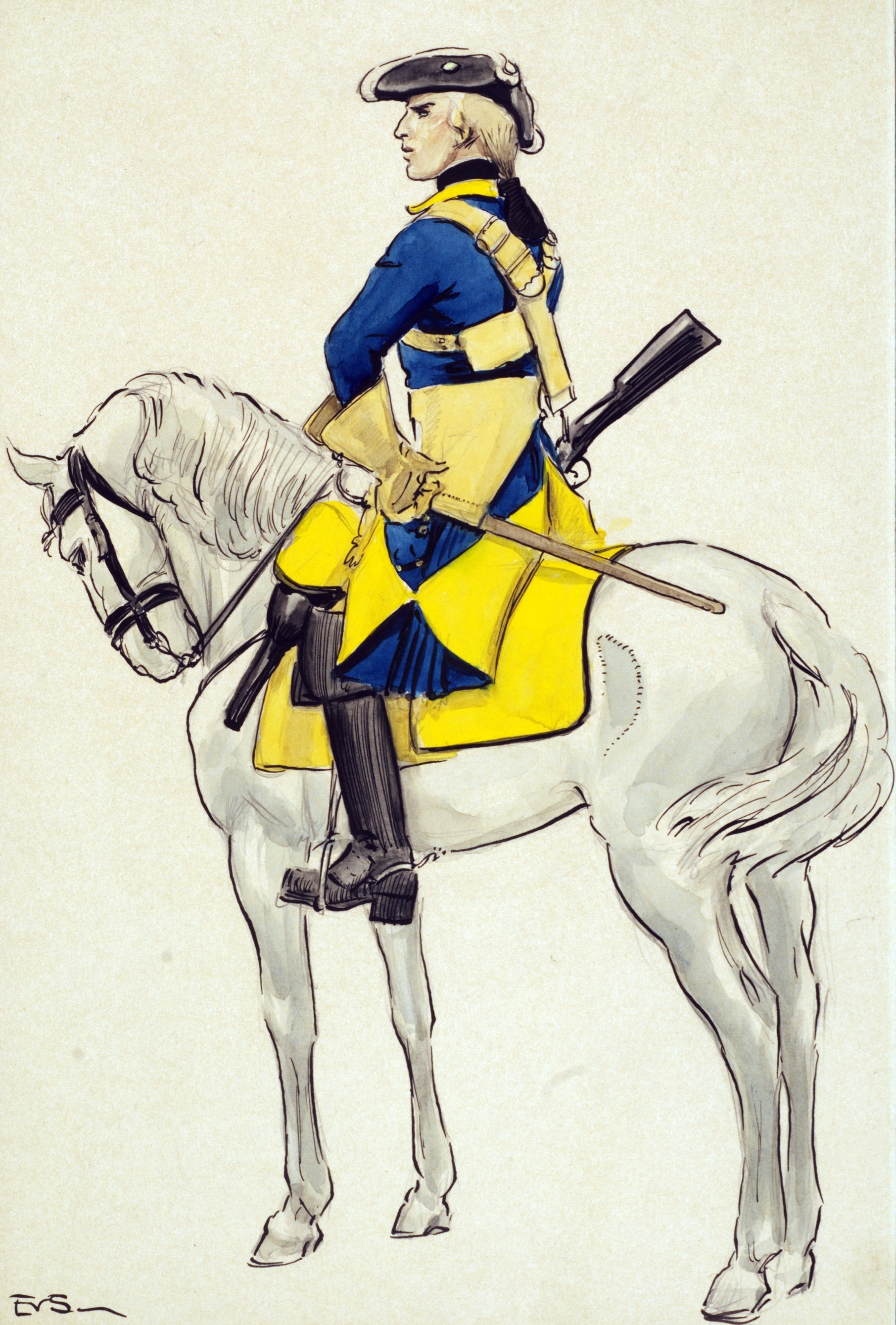
Karolinsk ryttare vid Västgöta kavalleriregemente. Teckning av Einar von Strokirch.

Ryttarnas uniformer såg ungefär ut som uniformerna för fotfolket, men i de flesta fall med blå uppslag och mässingsknappar. Under den blå klädesuniformen bar många ett kyller av älgskinn eller kamisol (skinnväst) av bock- eller renskinn som skulle "räcka till knäs", skinnbyxor av älg-, ren- eller bockskinn och vit skjorta av linne med snören i armar och hals. Ryttarna växlande mellan karpuser och "goda svarta hattar" som var uppvikta eller trekantiga. I ryttarmunderingen ingick dessutom en slängkappa med två mässingsspännen och en svart eller vit halsduk.
På fötterna bar ryttarna ryssläderstövlar eller kragstövlar av smorläder med sporrar. Innanför stövlarna bars ullstrumpor och utanpå dessa ytterligare en så kallad stövelstrumpa av lärft som skyddade strumpan av ull. Stövlarna kunde också innehålla vador. Handskarna hade kragar av fem millimeter tjockt sämskat älgskinn med bock- eller renskinnsgrepp. Utrustning som ryttarna själva fick anskaffa extra var: en skjorta, en halsduk, en bröstlapp, ett par strumpor, ett par skor med spännen, en nattmössa och en kam med foder. Som skydd kunde ryttarna bära ett harnesk utanpå kyllret.

### Beväpning och utrustning
Det karolinska kavalleriets ryttare var, enligt Karl XI:s exercisreglemente 1695, beväpnat med en seriebeställd ryttarvärja från Vira bruk med svart värjband (portepé). En standardmodell var 3,5 centimeter bred och vägde omkring 1,4 kilo. Klingan var 96 centimeter lång och hade oftast en 17 centimeter lång blodränna på varje sida. Värjan bars i ett gehäng av sämskat älgskinn eller buffelhud med en bronssölja. Ryttaren var även beväpnad med en 75 cm lång karbin, med en tillhörig spännare som hängde i en bred karbinrem av sämskat älgskinn med mässingssölja och "en god stark karbinhake" över vänster axel. Vidare hade ryttaren två hjullås eller flintlåspistolerna som var nedstuckna i pistolstrumpor av kläde, som i sin tur var nedstuckna i "starka hölster med smorläderskappor" framför den svarta sadeln. Över höger axel hängde ryttarens patronkök (kartuschväska) överklätt med sämskat älgskinn.

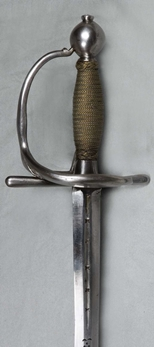
Karolinsk ryttarvärja tillverkad av Vira bruk.
Kavalleriofficersvärja med fäste av förgylld mässing från 1700.
Hjullåspistol från 1675–1685.
Flintlåspistol från 1714.
Hjullåskarbin från slutet av 1600-talet.

### Hästarna
De karolinska hästarna var noterbara för sin goda kondition och var noga utvalda. Oftast var de relativt små och kraftiga, oftast 1,4 meter höga bakom sadeln. Detta för att ryttarna skulle kunna nå effektiv höjd för utdelandet av hugg mot infanteri. Adelsfanans hästar skulle år 1684 vara vallacker och 12 palmer höga. Hästarna skulle skötas om två gånger per dag. Innan de gick i strid vandes de vid kraftiga smällar av pistoler, vajande fanor, eld, trumpeter och trummor. Det krävdes många hästar i armén; i vissa lägen kunde antalet hästar vara lika stort som antalet soldater. Detta då de inte bara behövdes vid kavalleriet utan även hos trossen, vid infanteriet och artilleriet. Nya hästar behövdes hela tiden då det var hästarna som tog hårdast vid i slagen och då många dog vid marscher.
För att förbättra hästaveln i det svenska riket inrättade Karl XI stuterier i Strömsholm, Kungsör och Läckö och importerade hingstar från Norge, Livland, Pommern och Frankrike. Hästarna från de tre stuterierna användes i första hand av Livregementet till häst och Livdrabanterna, medan arméns övriga kavalleriregementen hade sina egna stuterier.

### Hästmunderingen
Det var viktigt att sadlarna inte bröt hästarna. Under sadlarna fanns det vikta hästtäcket och ett schabrak av blått gult, svart eller rött kläde, underfodrat med buldan, ett grovt säckvävsliknande tyg. Vidare ett par starka hölster med smorläderskappor, ett par stångbetsel, stigbyglar, lädergrimma, hästtäcke, tvärsäck, foderpossa, skrapa, skoborste, viskduk och en gång hästskor och två gånger söm.

### Stridsformering

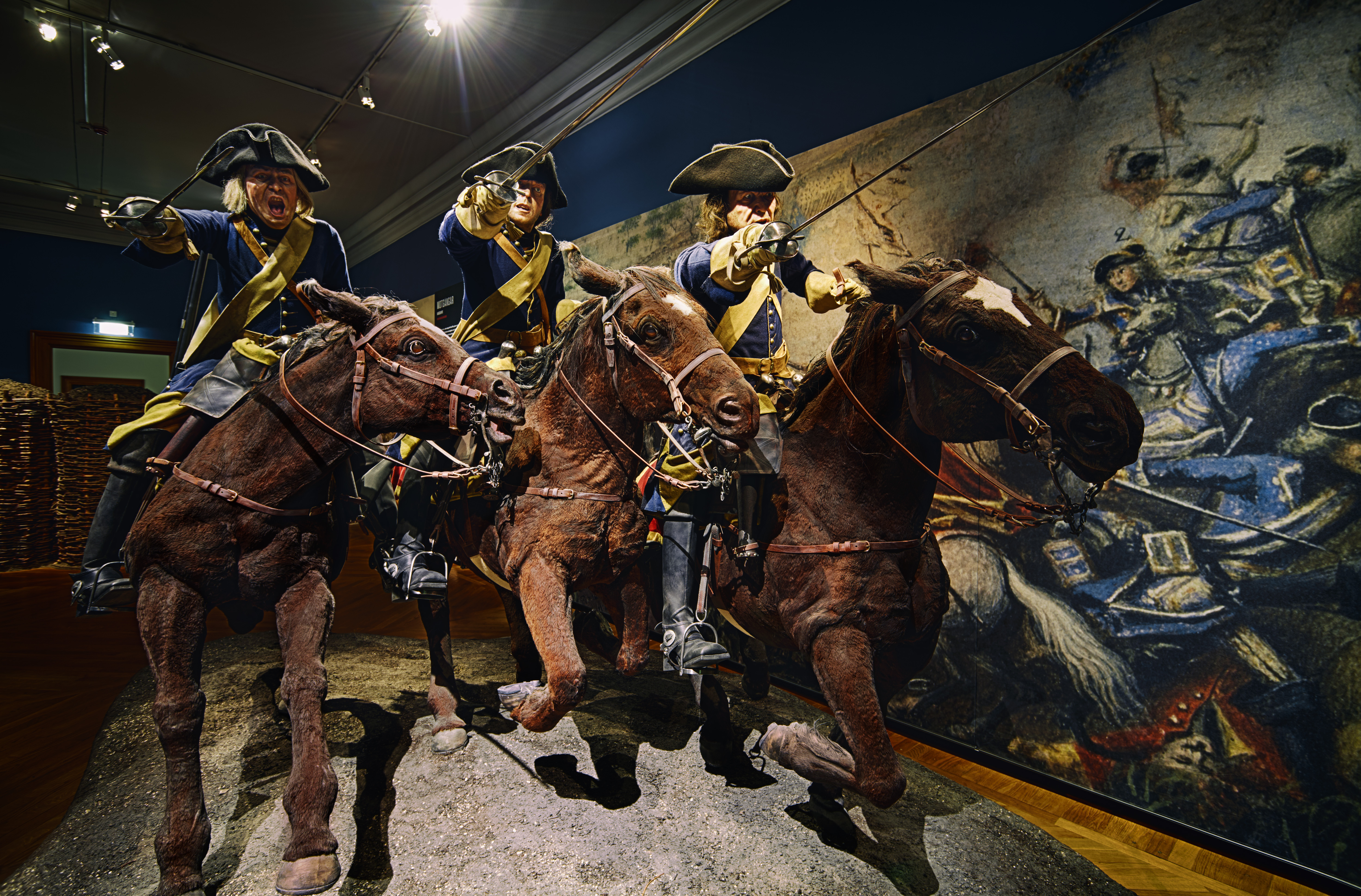
Modeller av karolinska ryttare i fyrsprång, Armémuseum.

Ryttarna red i ett pilformat kompani, som normalt räknade 125 hästar, uppställd enligt Karl XI:s exercisreglemente på tre led, tätt anslutna, med tätast möjliga anslutning mellan rotarna. Ryttmästaren hade sin plats i spetsen för kompaniet, medan löjtnanten och kvartermästaren stod strax bakom. Standaret, vilket utgjorde den allmänna rättningspunkten, fördes av den andre kornetten som red i mitten av främsta ledet. Den äldste korpralen ställdes på högra flygeln, den andre vid standaret, den tredje på vänstra flygeln. Det svenska kavalleriet kom att använda den mycket framgångsrika taktiken att rida rakt på fienden med värjan, för att sedan använda handeldvapnen.

### Organisation
Ett svenskt kavalleriregemente bestod av ungefär 800 man med 1 000 hästar, uppdelade i fyra skvadroner om 200 man vardera.
Ibland användes vissa irreguljära kavalleriförband, oftast valaker. Dessa användes sällan under strider, utan fungerade som framskjutna spaningsenheter och fick ta hand om kavalleriets hästar och därvid även kastrering av hingstarna. Till skillnad från andra reguljära arméer i Europa utgjordes uppemot hälften av de svenska stridskrafterna av kavalleri. Under Karl XII:s ryska fälttåg bestod den karolinska huvudarmén av 33 000 man, varav 16 850 man kavalleri.

### I torpet
Ryttarna hade ungefär samma villkor i torpen som fotsoldater. De ägde inte vapnen och uniformen, de ägdes av dem som satte upp ryttarna (bönder och andra). I Jämtland hade kavallerikompaniet ryttarhärbren där utrustningen förvarades förseglad i fredstid. I ett kontrakt år 1687 heter det angående ryttarens inkvartering: "Der gemena Ryttare... bli hoos anordhnadhe bönder uti deras Stugur och niutha hoos dhem wedh och werma, finnes och så Lägenheth, få dhen sin serdheles Stugu och een sådan sängh som bonhen med sitt fålck brukar, dher Jempte måste Ryttaren för dess Häst hafwa stall och foderrum".

## Artilleriet

### Uniformer

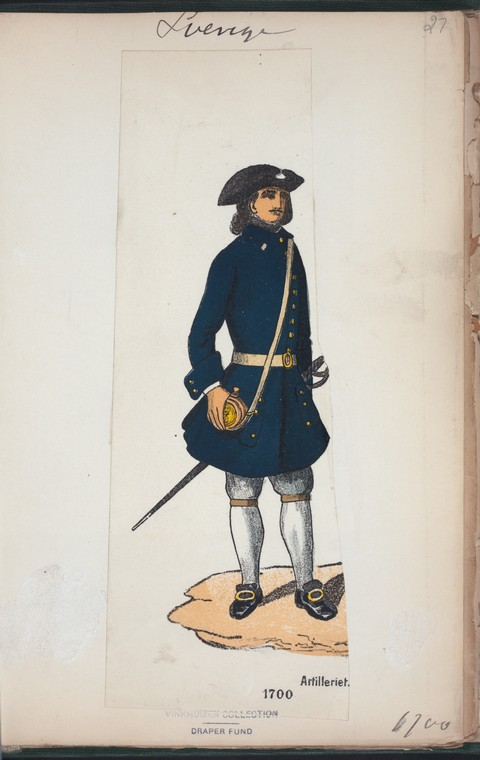
Karolinsk artillerist under senare delen av stora nordiska kriget.

År 1687 infördes enhetsuniformen för artilleriet. För infanteriet och kavalleriet användes då blå uniformer, artilleriets var ungefär likadana men grå.
Artilleri-livrocken var av mörkgrått eller stålgrått kläde med blå krage, blå ärmuppslag och blått foder av boj. Rocken knäpptes ofta av 3 dussin mässings- eller tennknappar. Detta gällde artillerister från Sverige liksom från andra delar av riket. I uniformen ingick även blå, svart, vit eller randig lärfthalsduk, gul skinnväst med mässingsknappar, knäbyxor av gult skinn, blå långstrumpor, svarta lågskor med mässingsspännen och tvär tåhätta, svart filthatt med tex guldgalon och rött hattband samt trekantigt uppvikt brätte. Omkring år 1706 börjar det även komma blå uniformer för artilleriet under Elbings fästning. De blå uniformerna för artilleriet kommer senare under kriget att vara det vanliga.

### Närstridsvapen
Som närstridsvapen bar de liksom infanteriet musköter men i stället för värjor, som var långa och otympliga för artillerister, bar de oftast hirschfängare även om värjor förekom. En hirschfängare var som en värja men lite kortare (68 centimeter). Klingan var från början likadan som infanteriets, men på 1680-talet tillverkades eneggade klingor med sågtandad rygg som gjorde dem mer användbara som verktyg. Under stora nordiska kriget kom man dock att återgå till tvåeggade klingor. På vissa förband tilldelades de även bajonetter (Artilleriregementet 1720, Pernau 1698 mfl).

### Organisation

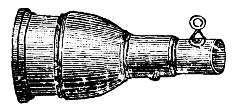
Svensk 6-pundig handgranatmörsare konstruerad år 1705.

Under skånska krigets slutskede omorganiserade Karl XI det svenska fältartilleriet från två större kompanier till fyra mindre och rörligare kompanier med endast 60 man i vardera. Två av dem fanns i Stockholm, ett i Jönköping och ett i Göteborg. Johan Siöblad inlade under 1680- och 1690-talen mycket stora förtjänster om artilleriets förkovran, framför allt i fråga om materielens förbättring. Vid stora nordiska krigets utbrott hade Artilleriregementet totalt 1 488 artillerister i Artilleriregementet, där 623 man var fältartillerister och några hundratal bemannade fästningskanonerna. År 1714 bestod regementet av 1 308 man, varav 681 i fältartilleriet och 627 i olika fästningsgarnisoner. Samma år var fältartilleriet förlagda i Stockholm, Jönköping och Uddevalla, liksom i olika orter i Skåne och Jämtland. Fästningsartilleristerna var främst förlagda i Göteborg, Bohus, Marstrand, Halmstad, Malmö, Landskrona, Kristianstad och Vaxholm.
Vid stora nordiska krigets utbrott hade det svenska riket fler än 3 700 artilleripjäser, i genomsnitt två pjäser per artillerist. De flesta placerades i olika försvarsanläggningar och garnisoner runtom rikets provinser. År 1699 fanns 3 750 fästningskanoner, varav 93 procent var gjorda av järn medan resten var gjorda av brons. Kalibrarna varierade från 3- 4- och 6-pundare, de tyngre 8- och 12-pundarna, till de tyngsta 18-, 24- och 36-pundarna. Bland pjäserna fanns flera haubitser (mellan 8- och 16-pundare) och mörsare. Mörsarna hade flera olika kalibrar, från de små 3- och 6-pundiga handgranatmörsarna, till 8-, 16-, 20-, 30-, 40-, 60-, 80-, 100-, 150-, 200- och 300-pundare. Den senare kunde avfyra projektiler som vägde 150 kilogram. Under krigets gång blev flera fästningar och städer runtom det svenska riket erövrade av dess fiender. Som en direkt konsekvens reducerades det svenska artilleriet kraftigt; år 1720 fanns endast 1 100 pjäser.
I Karl XII:s fältartilleri fanns som flest 30 pjäser, bestående av lättare 3- eller 6-pundiga regementskanoner eller fältkanoner. Dessa vägde 200–400 respektive 900 kilogram och avfyrade kanonkulor som vägde mellan 1,5 och 3 kilogram. Emellanåt förekom vissa 12-pundiga kanoner som vägde 1 300 kilogram och avfyrade 6 kilogram tunga kulor.

### I fält
Under stora nordiska krigets första skede användes artilleriet mycket sporadiskt för svensk del. Då armén förespråkade snabb- och rörlighet under sina marscher och strider ansågs tungt artilleri vara mer som ett hinder än som ett hjälpmedel, och fick endast medföras under långvariga belägringar. Under krigets senare skede började artilleriet användas mer. Efter slaget vid Poltava 1709 kom det till flera förbättringar främst av Carl Cronstedt, till exempel anmarschbommar som man monterade i fästen på båda sidor av lavetten och sköt kanonen framför sig när man avancerade mot fienden. Ett annat sätt var att använda aktionshästar för att förflytta pjäsen. I båda dessa fall var alltså eldröret hela tiden riktat mot fienden, till skillnad mot vanlig transport av stycket då eldröret var bakåtriktat. År 1712 infördes Christopher Polhems nya riktskruv. Vid slaget vid Gadebusch spelade det svenska artilleriet, under Cronstedts ledning, en avgörande roll för den svenska segern.

## Tross
I armén hade varje regemente ett flertal hantverkare som ansvarade för soldaternas dagliga underhåll, såsom pistolsmeder och sadelmakare, liksom ett varierat antal kuskar och drängar. Varje regemente hade dessutom en egen fältläkare, en fältskär samt tre medhjälpare eller gesäller. En fältarmé skulle även medföra en apotekare som skulle dela ut mediciner till arméns regementen. Högt uppsatta officerare, liksom kungen, hade sina egna personliga livmedikus.

## Karolinsk stridstaktik
Karolinernas stridstaktik var mycket offensiv. Den var en utveckling av den franska armén under Ludvig XIV och gick i grunden ut på att med ett anfall rulla upp motståndet. En kraftfull offensiv skulle fälla avgörandet. Eftersom man under stora nordiska kriget ofta mötte numerärt starkare motståndare var principen att aldrig möta ett fientligt anfall stillastående. Modet, religionen och tron på kungen var mycket viktiga för att den offensiva karolinska stridstaktiken skulle fungera. Det sades inte spela någon större roll om man duckade eller stod rakt upp eftersom det var Guds vilja (eller ödets lott) om någon dog; på så sätt kröp soldaterna sällan ihop under fiendens musköt- eller artillerield.
I den karolinska armén tränade man ytterst sällan försvar. Karolinerna skulle marschera rakt mot fienderna och inte avlossa några skott förrän de såg dem i vitögat. Detta gjorde att de var överlägset träffsäkra, men även att fler karoliner riskerade att stupa innan de började avlossa sina handeldvapen. Karl XII hade bestämt detta för att träffsäkerheten på dessa äldre vapen var så dålig, men även för att skrämma fiender med djärv tapperhet. Nackdelen med att ställa in en armé mentalt på att den enda vägen är framåt och det enda stridssättet är attack, visade sig vid Poltava 1709. Då en numerärt underlägsen svensk trupp inte besatt styrkan att lösa sin uppgift (i fallet med Poltava intagandet av redutter) så saknades alternativa planer vilket medförde att fotfolket kastades fram gång på gång med katastrofalt stora förluster som följd. En annan nackdel med den rörlighet som den offensiva mentaliteten medförde var att användandet av artilleri blev svårt, för att inte säga i många fall överflödigt.
Den karolinska offensiva taktiken var sina brister till trots mycket effektiv. Kombinationen av förmågan till samlad eldkraft, förmågan till taktiska inbrytningar i fiendens led och användandet av svenskarnas tekniskt effektiva blanka vapen, skapade vad som har beskrivits som den svenska segermaskinen. Antalet segrar mot numerärt mycket överlägsna motståndare under det stora nordiska kriget vittnar om den karolinska arméns stridstekniska effektivitet. 

### Infanteri

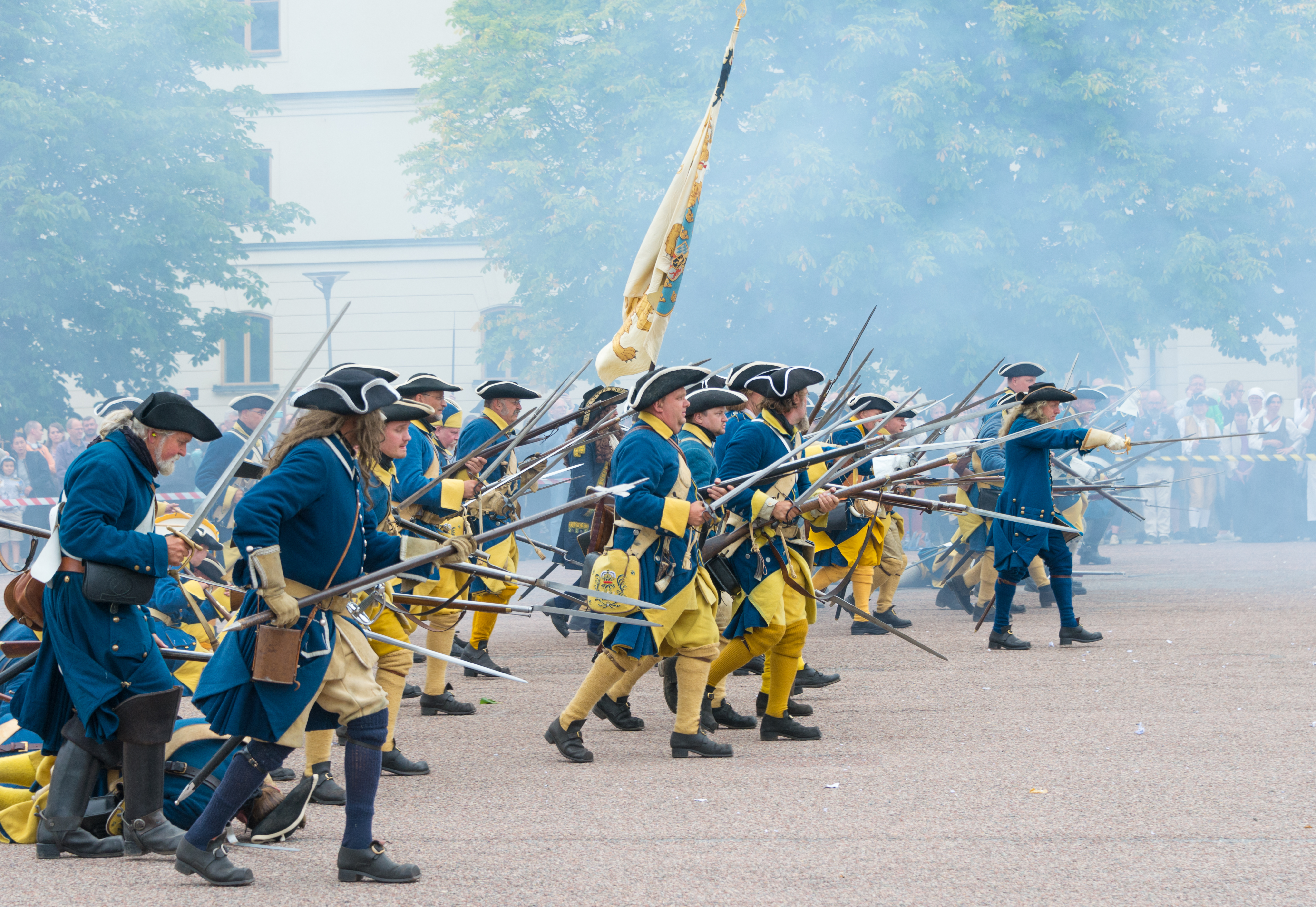
Karoliner attackerar ryssar på kaserngården till Armémuseet under ett historiskt återskapande i Stockholm år 2019.

Gå på-metoden var baserad på chocktaktik och var vid karolinernas tid den mest förekommande stridstekniken inom den svenska armén. Denna mycket aggressiva taktik resulterade oftast i kortlivade, men för karolinerna framgångsrika strider mot fiendens överlägsna antal.
Grunden för infanteristrid var att hålla inne med elden till rätt tillfälle. Enligt 1694 och 1701 års exercisreglementen skulle en bataljon formeras för strid på vanligen fyra, ibland sex, leds djup med pikenerare i mitten och skyttar på båda flyglarna. Vid inmarsch mot fiendens linjer skulle de två bakersta skytteledens män, vid 70 stegs avstånd från fienden, marschera upp i jämnhöjd med första ledet, avfyra en salva och därefter återvända till sina platser. Vid 30 stegs avstånd från fienden avfyrade de två främre ledens män en salva, varpå inbrytningen och den avgörande närstriden med pikar, värjor och bajonetter följde. Uppfattningen om detta stridssätt som något heroiskt som innebar långa fäktningsdueller är felaktig. Ofta flydde eller backade fiendens linjer innan någon sådan strid hunnit utbryta då den psykologiska effekten av den första salvan ofta var minst sagt demoraliserande.

### Kavalleri

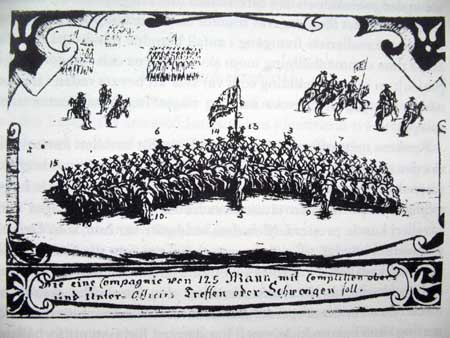
En svensk skvadron i kilformation. Ur 1707 års exercisreglemente för kavalleriet; Krigsarkivet.

Samma psykologiska effekt kan man tala om när det gäller kavalleriet, som var grunden i den karolinska offensiva taktiken. Istället för att ställa upp på linje eller någon form av kolonn bildade varje skvadron en kilformad formation, likt en plog. Sällan ställde man kavalleri mot kavalleri på öppna fältslag. I denna kilformade formation red sedan ryttarna tätt, knä bakom knä, för att svetsa samman formationen. Ryttarna red i karriär från trav i anfallets början till fyrsprång vid inbrytningen. Med pistolerna redo skulle ryttarna på 75 till 50 stegs avstånd från fienden avfyra en salva. Därefter drogs värjorna fram och kilen skulle spränga in i fiendelinjerna med en våldsam kraft. Ifall den första kavallerichocken skulle slås tillbaka eller misslyckades skulle skvadronerna omgrupperas för ett nytt anfall som gick till på samma sätt.
Ofta ställde kavalleriet upp i flankerna av slagordningen för att på så sätt försöka överflygla fienden och attackera bakifrån samtidigt som infanteriet attackerade dess center. Denna "dubbla omfattning"  var också vad som med gott resultat genomfördes i till exempel slaget vid Fraustadt 1706. I slaget vid Kliszów 1702 åskådliggörs en annan betydande skillnad. Polackerna använde sig här av en klassisk kavalleriteknik kallad "karakoll". Detta innebar att första ledets ryttare avfyrade sina pistoler, vände om och gjorde plats för ett andra led som utförde samma manöver. Detta var en teknik som den karolinska armén snart förkastade då den inte uppfyllde devisen "eld och rörelse" på ett tillfredsställande sätt. Men framförallt hade det ringa effekt då man mötte en numerärt överlägsen motståndare, vilket man under stora nordiska kriget oftast gjorde. Svenskarna avlossade sina pistoler, men drog sen istället blanka vapen och anföll fienden med fart. Detta hade många fördelar. Dels var det effektivt vid inbrytningar vid strategiskt viktiga platser i fiendens led, dels återkommer vi igen till den psykologiska effekten. Detta förfarande kunde skapa stor oreda i fiendens slagordning.

### Pikenerare
Vid bekämpning av kavalleri användes ofta, de i sammanhanget något anakronistiska, pikenerare. Dessa skulle uppbäva och avskräcka fienden från att anfalla det svenska infanteriet med kavalleri. Denna metods effektivitet är dock ifrågasatt. Den tyske författaren von Grimmelshausen har bland annat skrivit: "och råkar någon verkligen ut för att bli träffad av en pik, så har han sig själv att skylla, ty varför skulle han ränna på piken?".

### Samverkan
För att framgångsrikt nedbryta fiendens försvar var det nödvändigt att det karolinska infanteriet, kavalleriet och ibland artilleriet hade en nära samverkan. Endast infanteriet var förberedda för ett frontalt anfall mot fiendens infanteri, helst med artilleriunderstöd. Regementskanonerna kunde föras fram så nära som femton steg från fienden och därmed hålla takt med infanteriet i anfallet samtidigt som musketerarna sköt och laddade om. Kavalleriet anföll fiendens kavalleri och mot flanker och rygg på fientligt stridsberett infanteri i linjegruppering, men helst mot infanteri som råkat i oordning på grund av strid, omgruppering eller terränghinder. För att tysta fiendens artilleri skulle kavalleriet anfalla det från sidan eller bakifrån, och till nöds även framifrån. Efter ett framgångsrikt frontalanfall från infanteriet skulle kavalleriet ingripa för att nedkämpa eller driva bort och förfölja överlevande fiender.
Ifall kavalleriets anfall skulle misslyckas sökte de skydd bakom det egna infanteriet, där de kunde omgruppera. Vid reträtt fick kavalleriet som uppgift att täcka det egna infanteriets och artilleriets flank och rygg. I nödfall blev infanteriet tvungna att själva försöka skydda sin reträtt, både med växelvis eld och rörelse bakåt och bilda fyrkant för att skydda sig åt alla håll mot fientligt kavalleri som försökte angripa i rygg eller flank.

## Moralen

### Disciplin

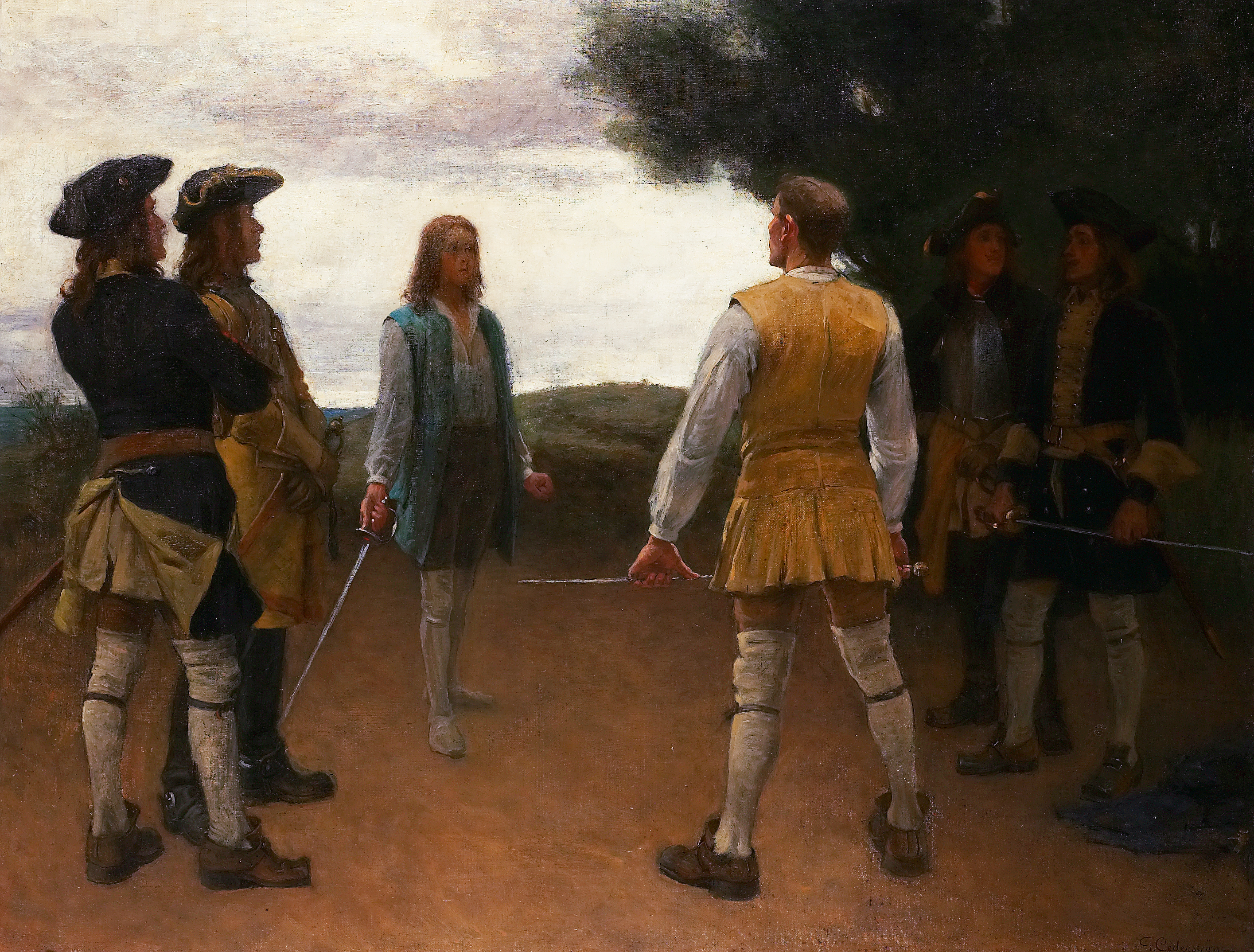
Dueller i den karolinska armén var strängt förbjudet, men inte ovanligt. Målning (1918) av Gustaf Cederström.

För den karolinska armén var det mycket viktigt att bevara stridsformationen, varför soldaterna tvingades stanna på sina poster även när de skulle vila, liksom för att uträtta sina naturbehov inför andras åsyn. I samband med att arméerna och också slagfältet förstorades, blev det ytterst svårt för en enda man att kontrollera allt som skedde i varje hörn av detta. Därför kunde man inte vara säker på att order som givits i början av en strid till punkt och pricka fullföljdes under dess gång. Befälhavaren kunde visserligen personligen besöka platser där det pågick heta strider i hopp om att kunna egga soldaterna, men varken han eller någon annan kunde samordna operationer som redan satts igång. Konkreta beslut om att trupperna skulle anfalla eller retirera utfördes av bataljonernas eller skvadronernas befäl beroende på situationen i den omedelbara omgivningen.
För den enkla soldaten betydde en strid framför allt att hans nerver sattes på prov. Ett av de svåraste momenten var väntan på att striden skulle börja och skräcken som den medförde. Men man var tvungen att ge sig ut, vare sig man ville eller inte. Det var helt enkelt inte möjligt att vägra. För att passa de soldater som gick ut i strid placerades alltid officerare bakom dem. Alla soldater som försökte fly dödades utan barmhärtighet av de egna. Den karolinska armén hade en strikt hierarkisk uppbyggnad, som byggde på ovillkorlig lydnad inför överordnade och ytterst inför kungen. Disciplinen var hård och man försökte även under striden kontrollera soldaterna maximalt. Att officerarna utövade våld mot soldaterna var absolut ingen ovanlig företeelse. Officerarnas uppgift var ändå inte bara att övervaka och straffa. Deras personliga förebild spelade otvivelaktigt en stor roll. Många officerare, även de med mycket hög grad, gick till striden i spetsen för sina soldater. Man försökte skapa ett visst psykologiskt band mellan soldaterna och officerarna. Syftet var att soldaterna skulle strida lojalt i förhållande till sina överordnade eller av samhörighetskänsla med sin grupp. Vapenbrödraskapet stärktes bland svenskarna av de starka regionala banden eftersom soldaterna oftast hade känt varandra redan under fredstiden. Resultatet var en stark social samhörighet men även pressen från den.
Krigsteoretikerna från 1600- och 1700-talen rekommenderade att man för att egga soldaterna inför en strid skulle ge dem alkoholhaltiga drycker, men det är inte känt hur utbrett detta skick var. Man använde med säkerhet denna metod i de engelska trupperna under spanska tronföljdskriget. Det vore fel att tro att det bara var skräcken som drev på i en strid, eftersom striden kunde också vara förenad med positiva förväntningar. Bland dessa får man bestämd räkna det förväntade krigsbytet. Plundringen som företeelse har alltid varit tätt förbunden med krig, men var enligt regel förbjuden inom den karolinska armén. Att stjäla mat från en annan soldat ledde till mycket stränga straff. Detta förbud efterlevdes inte alltid, som exempelvis vid Narva och Lemberg. Jämfört med officerarna fick soldaterna inget stort byte, men det var fortfarande mycket lockande. Det materiella intresset märks vid de tillfällen då man försökte förbättra soldaternas vacklande stridsmoral genom att ge dem pengar. Samtidigt var befälhavarna medvetna om hur farligt det var med alltför välbärgade soldater.
Karl XII var mån om att behandla soldaterna opartiskt. Exempelvis fick en ung greve Oxenstierna, sonsons son till Axel Oxenstierna och den siste av rikskanslerns ättlingar, trots sin höga börd inleda sin militära karriär som simpel ryttare. Efter en tid blev han befordrad till korpral. Carl Piper uppmanade Karl XII att befordra greven till kornett, men kungen vägrade och svarade att "gammal adel och ung adel gör ingenting i själva godheten av en karl. Vi have många regementsofficerare vid armén, som icke äro adelsmän och ändock brav folk. När en gemen ryttare är brav, kan det vara lika, om han är adelsman eller intet."

### Behandling av civilbefolkningen i krig
Från Karl XII:s polska fälttåg finns en kompanijournal bevarad med en regementsorder angående soldaternas uppförande på marsch och i de polska byar där de var förlagda. Enligt ordern måste i alla byar "god ordning hållas och man ifrån man allvarligen förbjudas vid hårt straff att göra någon överväld, ej heller något taga eller tvinga av bonden eller värden, varken i furage eller annat, utan när dragonen något fattas, skall han det angiva hos sina officerare, vilka därom skola ställa ordres." Vidare förbjuds – "vid livsstraff" – allt "marode och övervåld så väl på marsch som i lägren".
Under den svenska arméns vinterkvarter i Sachsen gällde liknande regler. Redan samma dag som freden i Altranstädt skrevs under utfärdade Karl XII en ordningsstadga för sina trupper i Sachsen, i vilken han inskärpte att "ingen må understå sig att utan kontant betalning fordra och mottaga något i kvarteren, undantagandes furage". Officerarna skulle vidare "noga tillse, att den ena byn eller invånaren ej betungades mer än den andra". Alla andra slags utpressningar, godtycklighet och intrång i invånarnas äganderätt förbjöds. Vidare heter det: "Ingen må understå sig att slå eller med skällsord överfalla sin värd eller dennes folk och tjänare, än mindre att röva eller begå annat våld." Till Sachsens invånare riktade Karl XII en särskild uppmaning att anmäla alla överträdelser av denna förordning hos ansvarig befälhavare eller, om det inte hjälpte, hos generalkrigskommissariatet, som då hade skyldighet att "skyndsamt förhjälpa dem till rättvisa". En följd av denna förordning var en bestämmelse som ålade de befälhavande officerarna att varje månad låta kvartervärdarna avge intyg över soldaternas uppförande. Och ingen officer fick "understå sig att avtvinga någon andra intyg än sådana, som utvisade, hur det sanningsenligt förhölle sig". De soldater som då visade sig ha brutit mot stadgarna, hade att "oförtövat vänta en exemplarisk bestraffning". En svensk dragon som slog sin värd då denne inte tillät honom att vrida halsen av en höna fick dödsstraff, på kungens uttryckliga order. Samma öde drabbade en knekt som misshandlade ett barn som försökte hindra honom från att stjäla en filbunke.

### Religion

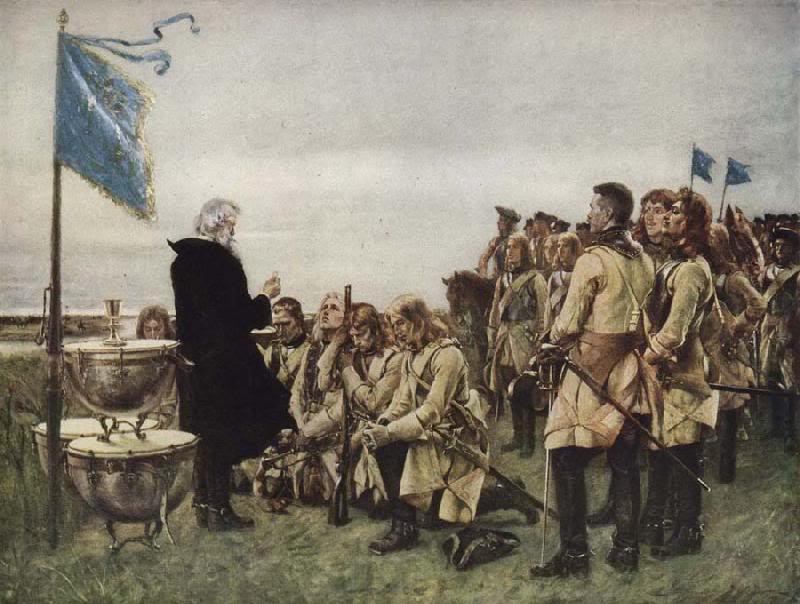
Regementets Kalk (1900) av Gustaf Cederström.

En viktig faktor i karolinernas undervisning var religionen. Soldaternas privata liv var strängt reglerat och övervakat både i fält och hemma vid soldattorpet. I den psykologiska förberedelsen inför en strid spelade religionen en av de största rollerna. Förutom den trohet som de svor den svenska kungen så var soldaterna tvungna att lära sig och följa kristendomens regler, eftersom Sverige under stormaktstiden var ett land som strängt följde den lutherska läran. Att man skulle ha respekt för Gud var lika självklart som att slåss mot landets fiender. Efter segern vid Narva trodde många att Gud sänt snöstormen för att hjälpa. Det var en utbredd tro att Gud bytt sida vid Poltava. 
Om man inte var en tillräckligt god kristen, då kunde man bli mycket hårt straffad. Ett brott som stred mot Guds lära ansågs mycket grovt, att smäda Guds namn kunde vara belagt med dödsstraff. Religionen i armén var även mycket viktig för soldaternas moral, inte minst för enhetskänslan i en tid då de nationella känslorna inte var lika utvecklade som de kom att bli under 1800-talet. Inför nästan varje strid gjorde samtliga soldater gudstjänst, liksom speciella böner och nattvard. Ibland kunde även fältpräster delta i striderna.
Den karolinska armén bestod av soldater från alla delar av riket, även om de svenska och finska soldaterna var i majoritet. I början av 1700-talet, då var det lika svårt för en dalkarl att känna nationell gemenskap med en finländare eller skåning. Här kom däremot den kristna (den lutherska) läran att spela störst roll för gemenskapen inom armén, när man slogs mot utländska styrkor. Även präster i armén följde soldater ut i strid vid ett flertal tillfällen under det Stora nordiska kriget, ofta för att höja soldaternas moral och sörja för deras själavård.

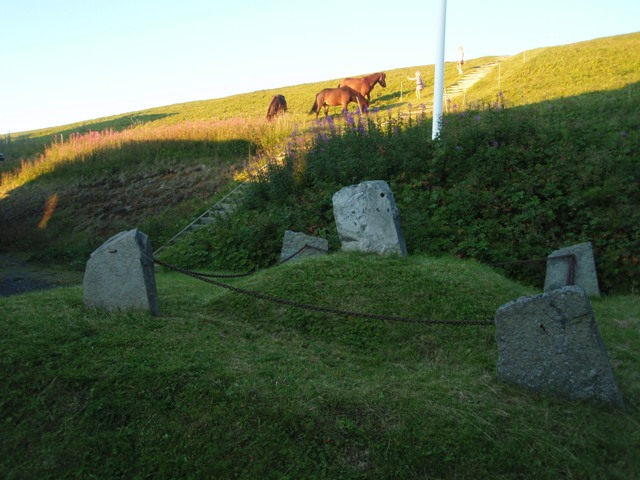
Karolinergrav vid Skalstugan.
(63°34′30.2″N 12°16′33″Ö / 63.575056°N 12.27583°Ö)
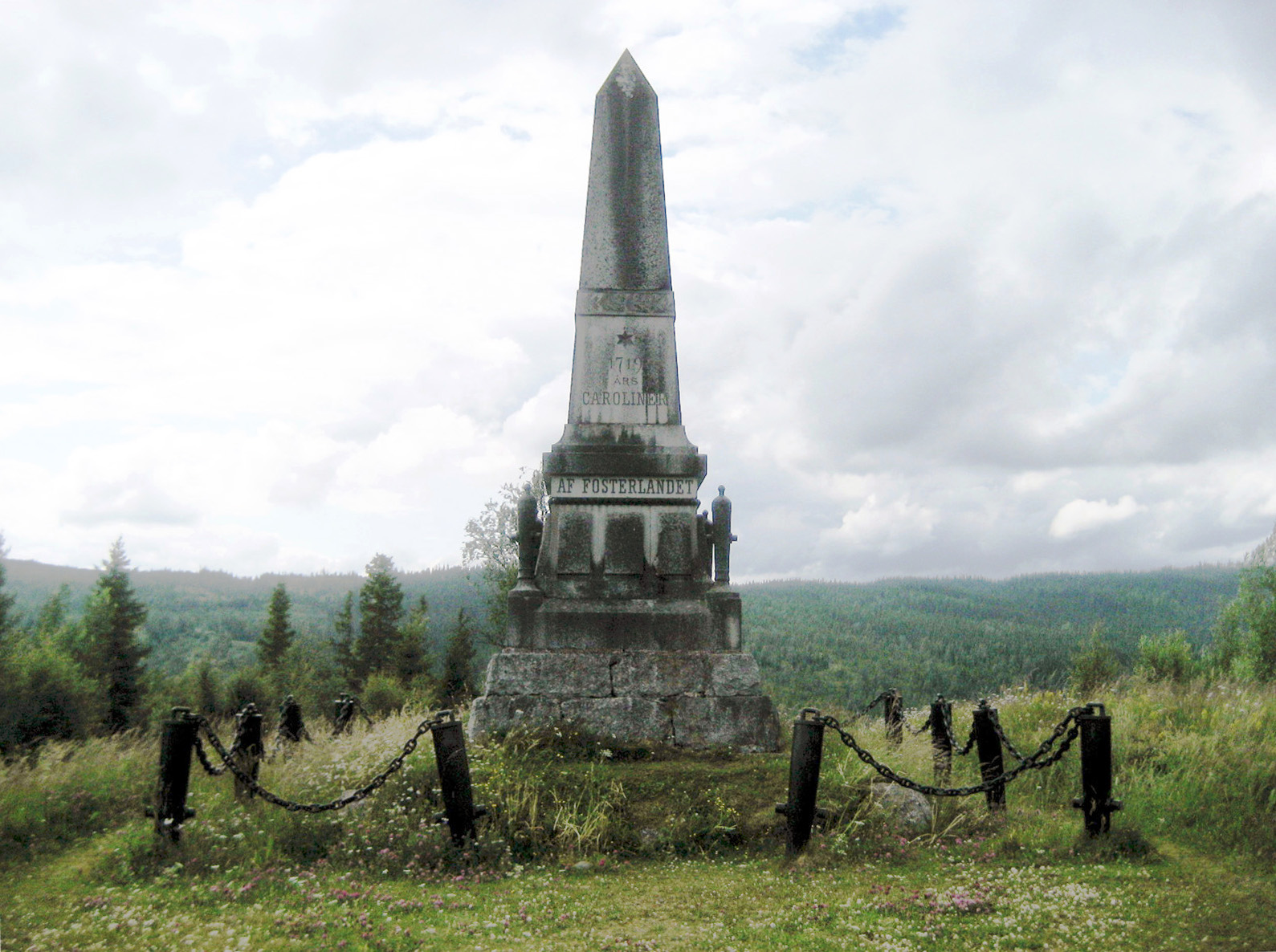
Karolinermonumentet vid Duved restes 1892 efter fälttåget mot Norge 1718 till minne av de omkring 3 000 karoliner som blev kvar på fjället.